# -uți
-uți este un sufix românesc de origine slavă.  Este de fapt pluralul sufixului-uț, foarte răspândit la români ca sufix diminutival. 

## Exemple
- România: Rădăuți, Bădeuți, Milișăuți, Frătăuții Noi, Frătăuții Vechi, Climăuți, Șerbăuți, Bălcăuți, Vășcăuți, Broscăuți, Pătrăuți, Părhăuți, Sinăuți (de Jos)

- Ucraina: Cernivți/Cernăuți, Bălcăuți, Belăuți, Broscăuții Noi, Broscăuții Vechi, Bocicăuți, Borăuți, Cerepcăuți, Colencăuți, Culeuți, Culiceni, Culișcăuți, Dăncăuți, Dinăuți, Dobronăuți, Doroșăuți, Dubăuți, Gordeuți, Horoșăuți, Ianăuți, Iurcăuți, Ivancăuți, Lencăuți, Mendicăuți, Mendicăuții Noi, Nedăbăuți, Nelipăuți, Pășcăuți, Pătrăuții de Jos, Pătrăuții de Sus, Perebicăuți, Percăuți, Piedicăuți, Pilipăuți, Pohorlăuți, Revacăuți, Revcăuți, Romancăuți, Săncăuți, Sinăuții de Sus, Șișcăuți, Șișcăuții Noi, Vășcăuți